# Lore Grages
Laura Jenny Elisabeth Eleonore „Lore“ Grages, verehelichte Lore Heilbrunn, (* 1. Dezember 1906 in Daressalam; † 9. Februar 1995 in Lutry/Lausanne) war eine deutsche Übersetzerin für Französisch und Niederländisch.

## Leben
Ihr Vater war der Eisenbahn-Ingenieur und Regierungsbaumeister Baurat Ferdinand Grages (1869–1951), später Vorstand und Aufsichtsratsmitglied bei Philipp Holzmann, der u. a. den Bahnbau in Deutsch-Ostafrika leitete.
Grages studierte Neuere Philologie an der Johann Wolfgang Goethe-Universität in Frankfurt am Main, schrieb 1930 ihre Dissertation mit dem Titel Frauengestaltung bei Theodor Fontane (Buchdruckerei G. Otto, Heppenheim 1931) und wurde zum Dr. phil. promoviert.
Sie heiratete 1933 den Kaufmann und späteren Privatgelehrten Rudolf Heilbrunn, der jüdischer Abstammung und Sohn des Frankfurter Rechtsanwalts und Politikers Ludwig Heilbrunn und der Juwelierstochter Clara Koch war.
Mit ihrem Mann emigrierte sie nach Amsterdam und trug in der Zeit im Exil seinen Nachnamen.
Grages übersetzte rund 40 Bücher überwiegend niederländischer, aber auch französischer Autoren.

## Werke (Auswahl)
- Frauengestaltung bei Theodor Fontane. Inaugural-Dissertation zur Erlangung der Doktorwürde der Philosophischen Fakultät der Universität Frankfurt a. Main / Vorgelegt von Lore Grages aus Daressalam (Ostafrika), Buchdruckerei G. Otto, Heppenheim (Bergstr.), 1931.[6]
- Was Eva über Adam denkt, Sanssouci Verlag, Zürich 1955; Originaltitel: Ina van der Beugel: Een vrouw over mannen, 1948.